# Estudos de mistura
Estudos de mistura (Mixing studies) são testes realizados no plasma sanguíneo de pacientes ou sujeitos de teste para distinguir deficiências de fator de inibidores de fator, como anticoagulante lúpico, ou inibidores de fator específico, como anticorpos direcionados contra o fator VIII.  O objetivo básico desses testes é determinar a causa do prolongamento do Tempo de Protrombina (TP), Tempo de Tromboplastina Parcial ou, às vezes, do tempo de trombina (TT). Os estudos mistos aproveitam o fato de que os níveis de fator que são 50% do normal devem fornecer um tempo de protrombina (PT) normal ou Resultado do tempo parcial de tromboplastina (PTT).  Plasmas com deficiência de fator (Plasma Adsorvido e Plasma Envelhecido, etc.) são usados em estudos de mistura. Plasma com deficiências conhecidas de fator estão disponíveis comercialmente, mas são muito caros, por isso são frequentemente preparados em laboratório e podem ser usados para experimentos de mistura. 

## Método de teste
O plasma fresco normal tem todos os fatores de coagulação do sangue com níveis normais. O plasma de pacientes em uso de anticoagulantes orais (varfarina, etc.) por 48 a 72 horas é deficiente em Fator VII . O plasma adsorvido ou plasma de pacientes em uso de anticoagulantes orais (varfarina, etc.) por uma semana ou mais é deficiente em Fator II, Fator VII, Fator IX e Fator X. O plasma envelhecido é deficiente em Fator V e Fator VIII C. O soro é deficiente nos fatores I, V e VIII(C). 
Se o problema for uma simples deficiência de fator, misturar o plasma do paciente 1:1 com plasma que contém 100% do nível normal do fator resulta em um nível ≥50% na mistura (digamos que o paciente tenha uma atividade de 0%; a média de 100% + 0% = 50%).  O PT ou PTT estará normal (o estudo de mistura mostra correção). Correção com mistura indica deficiência de fator; falha na correção indica um inibidor. A realização de um tempo de trombina no plasma de teste pode fornecer informações adicionais úteis para a interpretação dos testes de mistura. 

### Correção do tempo de protrombina
O tempo de protrombina (TP) pode ser corrigido da seguinte forma: 
| Deficiência/Anormalidade do Fator | Tempo de protrombina corrigido pela mistura com: | Tempo de protrombina corrigido pela mistura com: | Tempo de protrombina corrigido pela mistura com: | Tempo de protrombina corrigido pela mistura com: |
| Deficiência/Anormalidade do Fator | Plasma Normal                                    | Plasma Adsorvido                                 | Plasma Envelhecido                               | Plasma de cumarina                               |
| Fator I                           | Sim                                              | Sim                                              | Sim                                              | Sim                                              |
| Fator II                          | Sim                                              | Parcial                                          | Sim                                              | Sim                                              |
| Fator V                           | Sim                                              | Sim                                              | Não                                              | Sim                                              |
| Fator VII                         | Sim                                              | Não                                              | Sim                                              | Não                                              |
| Fator X                           | Sim                                              | Não                                              | Sim                                              | Sim                                              |
| Anticoagulantes                   | Não                                              | Não                                              | Não                                              | Não                                              |

### Correção do tempo parcial de tromboplastina
O tempo parcial de tromboplastina (PTT) pode ser corrigido da seguinte forma: 
| Deficiência/Anormalidade do Fator | Tempo de Tromboplastina Parcial corrigido pela mistura com: | Tempo de Tromboplastina Parcial corrigido pela mistura com: | Tempo de Tromboplastina Parcial corrigido pela mistura com: |
| Deficiência/Anormalidade do Fator | Plasma Normal                                               | Plasma Adsorvido                                            | Plasma Envelhecido                                          |
| Fator VIIIC                       | Sim                                                         | Sim                                                         | Não                                                         |
| Fator IX                          | Sim                                                         | Não                                                         | Sim                                                         |
| Fator XI                          | Sim                                                         | Sim                                                         | Sim                                                         |

## Inibidores dependentes do tempo
Alguns inibidores são dependentes do tempo. Em outras palavras, leva tempo para o anticorpo reagir e inativar o fator de coagulação adicionado. O teste de coagulação realizado imediatamente após a mistura das amostras pode mostrar correção porque o anticorpo não teve tempo de inativar seu fator alvo. Um teste realizado após a incubação da mistura por 1 a 2 horas a 37 °C mostrará um prolongamento significativo do tempo de coagulação obtido após a mistura imediata. Inibidores inespecíficos como o anticoagulante lúpico geralmente não são dependentes do tempo; a mistura imediata apresentará prolongamento. Muitos inibidores de fatores específicos dependem do tempo e o inibidor não será detectado a menos que o teste seja repetido após a incubação (os inibidores do fator VIII são conhecidos por isso). 

## Resultados anormais do teste de coagulação
Um problema comum é um aumento inexplicável no PT e/ou PTT. Se isso for observado, o teste deve ser repetido com uma amostra fresca. Outra consideração é a heparina . É possível que a amostra de sangue tenha sido coletada por engano através de uma linha contínua. A interferência da heparina pode ser detectada pela absorção da heparina com uma resina (“Heparsorb”) ou pelo uso de uma enzima para digerir a heparina (“Hepzyme”). Além disso, a história do paciente deve ser verificada, especialmente no que diz respeito ao uso de anticoagulantes ou doença hepática. Desde que o resultado anormal seja reproduzido em uma amostra fresca e não haja explicação óbvia na história, um estudo de mistura deve ser realizado. Se o estudo de mistura mostrar correção e não prolongar com a incubação, deve-se procurar deficiência de fator, começando com Fator VIII e Fator IX. Fatores dependentes e não dependentes de vitamina K devem ser considerados para descartar a ingestão acidental ou sub-reptícia de varfarina. 

## Inibidor
Se o estudo de mistura não corrigir, um inibidor deve ser adicionado.  O inibidor mais comum é um inibidor inespecífico, como um anticoagulante lúpico.  Realize um teste para demonstrar um anticorpo dependente de fosfolipídeos, como um procedimento de neutralização de plaquetas. Ocorrem inibidores específicos espontâneos contra os fatores de coagulação (ou seja, não em hemofílicos), mais frequentemente contra o fator VIII.  Isso pode ocorrer em pacientes com lúpus eritematoso sistêmico , gamopatias monoclonais, outras malignidades, durante a gravidez e sem motivo aparente (idiopática). Esses pacientes podem ter sangramento devastador. 
A única coisa a fazer é identificar o fator específico envolvido e descobrir o quão alto é o título. Se o paciente tiver um inibidor de baixo título, tente sobrecarregá-lo com altas doses do fator. Se o paciente tiver um título elevado de anticorpos contra o fator VIII , tente o fator VIII suíno ou concentrados de complexo de protrombina  para interromper o sangramento. A prednisona geralmente reduz o título ao longo do tempo. Foi relatado que a imunoglobulina intravenosa também ajuda, mas não parece funcionar para hemofílicos com um inibidor. 